# Lacustromyces hiemalis
Lacustromyces hiemalis är en svampart som beskrevs av Longcore 1993. Lacustromyces hiemalis ingår i släktet Lacustromyces och familjen Cladochytriaceae.   Inga underarter finns listade i Catalogue of Life.